# Масляная рыба

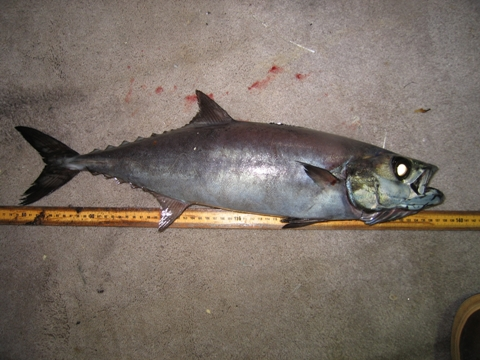
Эсколар

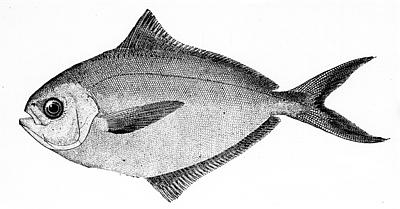
Poronotus triacanthus

Масляная рыба — собирательное торговое название для различающихся между собой видов рыб из трех различных семейств и четырех родов: 2 вида из семейства строматеевых — строматей (Stromateus brasiliensis) и американская масляная рыба (Peprilus triacanthus), австралийская сериолелла (Seriolella brama) из семейства центролофовых, а также эсколар или серая деликатесная макрель (Lepidocybium flavobrunneum) из семейства гемпиловых.
Порой масляная рыба продается подвидом клыкача — гораздо более ценной рыбы, реже — наоборот, при том эти названия зачастую приводятся вместе.
Обычно торговые названия объединяют в себе родственных видов рыб. Но в случае масляной рыбы торговое название образовано по принципу схожести вкусовых качеств, хотя масляные рыбы имеют некоторое внешнее сходство и похожий образ жизни. Название, вероятно, происходит от американской масляной рыбы, которая по-английски так и называется — «butterfish».

## Биология
Все масляные являются тепловодными морскими рыбами, обитающими недалеко от берега. Преимущественно это рыбы длиной 30-75 см и весом до 4 кг. Наиболее крупный представитель данной собирательной группы — эсколар, достигающий длины до 2 м и веса 45 кг. Питаются различными планктонными ракообразными, кальмарами и мелкой рыбой. Нерест проходит летом или осенью. Икра мелкая, развивается в толще воды. Половая зрелость наступает в возрасте 2 лет.

## Промысел
Промысел масляных рыб осуществляется преимущественно пелагическими тралами и неводами. Промысловой статистики по данным видам рыб не ведётся.
В продажу масляная рыба обычно поступает в виде замороженных тушек и филе, а также в копченом виде. 
Преимущественно импортируется из Вьетнама, США, Индонезии, Китая.